# Gian Luca Barandun
Gian Luca Barandun est un skieur alpin suisse, né le 28 juin 1994 et décédé le 4 novembre 2018 à Schluein.

## Biographie
Gian Luca Barandun est actif dans les courses FIS à partir de fin 2009. Il entre dans la Coupe d'Europe, y obtenant son premier podium en décembre 2016 en super G.
Il fait ses débuts en Coupe du monde en janvier 2017 à Wengen, en combiné, marquant des points (28e). En décembre 2017, il enregistre le meilleur résultat de sa carrière avec une neuvième place au combiné de Bormio. Il est aussi quinzième de la descente de Wengen un mois plus tard.
En novembre 2018, il meurt à la suite d'un accident de parapente à Schluein.

## Palmarès

### Coupe du monde
- Meilleur classement général : 74e en 2018-2019.
- Meilleur résultat : 9e.

| Saison/Classement | Général | Général | Descente | Descente | Combiné | Combiné |
| Saison/Classement | Class.  | Points  | Class.   | Points   | Class.  | Points  |
| ----------------- | ------- | ------- | -------- | -------- | ------- | ------- |
| 2016-2017         | 158e    | 3       | -        | -        | 41e     | 3       |
| 2017-2018         | 74e     | 73      | 29e      | 44       | 17e     | 29      |

### Coupe d'Europe
- 4e du classement général en 2016-2017.
- 6 podiums dont 1 victoire en super G (Sarntal 2018).

| Saison/Classement | Général | Général | Descente | Descente | Super G | Super G | Combiné | Combiné |
| Saison/Classement | Class.  | Points  | Class.   | Points   | Class.  | Points  | Class.  | Points  |
| ----------------- | ------- | ------- | -------- | -------- | ------- | ------- | ------- | ------- |
| 2014-2015         | 189e    | 8       | 61e      | 4        | -       | -       | 27e     | 4       |
| 2015-2016         | 54e     | 164     | 17e      | 100      | 22e     | 51      | 26e     | 13      |
| 2016-2017         | 4e      | 609     | 5e       | 236      | 3e      | 278     | 6e      | 95      |
| 2017-2018         | 21e     | 322     | 45e      | 22       | 2e      | 264     | 14e     | 36      |